# 檄! 阪神タイガース中継
『檄! 阪神タイガース中継』（げき! はんしんタイガースちゅうけい）は、CS放送局・GAORAで2008年まで放送されたプロ野球中継のタイトル。題名の通り、阪神タイガース主催試合を放送していた。
以前はサンテレビボックス席（サンテレビジョン）製作の中継を同時中継していたが、現在は甲子園開催分についてはTigers-ai（甲子園球場の阪神戦の公式映像を製作する会社）の製作による中継を配信している。スカイ・Aで生中継の場合でも深夜に録画中継が行われる。Tigers-ai配給の映像は巨人戦と水曜・日曜以外はスカイ・Aと共通であるため、深夜に放送される場合は局を変えての実質再放送である。
巨人戦については毎日放送が中継を実施する場合にトップ&リレー中継（試合開始時からJNN全国中継開始までとJNN全国中継終了後から試合終了まで）とノーカット録画中継、地上波がNHK総合テレビでの中継の場合も深夜のノーカット録画中継となることがある。但し、近年は地上波では毎日放送のみのローカル中継であるため完全生中継で放送を行なうケースも増加傾向である。
また、2008年以後、横浜ベイスターズ主催全試合（72試合）がTBSニュースバードで放映されていた関係で、同じ日に横浜主催試合とそれ以外の巨人戦のうち中日・広島主催分のTBS系列での中継が重複する場合にはTBSチャンネル（重複しない場合は従来どおりTBSニュースバード）での中継だったが、阪神戦に関してはTBSチャンネル・ニュースバードではなく従来と同じようにGAORAでの放送であった。
原則的には朝日放送（スカイ・A）担当の曜日（原則水曜・日曜）が録画中継となることが多かったが、近年は朝日放送担当曜日でもスカイ・Aが東北楽天ゴールデンイーグルス戦主催試合生中継の都合上、GAORAで生中継（=スカイ・Aは録画）することがあった（その場合でもTigers-ai提供の映像が放送される）。また、2008年3月8日に放送された埼玉西武ライオンズ戦のオープン戦（会場：皇子山球場）はテレビ大阪・びわ湖放送で地上波向けに中継されたが、映像はGAORA・Tigers-ai配給のものを使い、解説者もTVO・BBCからではなくTigers-aiから派遣された。
なお、2009年以降は日本ハム戦を含め「GAORAプロ野球中継」として放送されている。

## 放送時間
生中継は試合開始2分前から試合終了まで。録画中継（ニアライブ）も完全ノーカット。
2008年度は巨人戦以外のGAORA生中継の試合（まれにGAORAで初回扱いとなる深夜の録画中継も含む）を翌日早朝に撮って出しで放送することもあった。

## 解説者

### 毎日放送
- 安藤統男
- 一枝修平
- 佐々木恭介
- 太田幸司
- 亀山努

### サンテレビジョン
- 小山正明
- 上田利治
- 藤田平
- 福本豊
- 伊藤文隆
- 中田良弘
- 加藤英司
- 岡田彰布

### Tigers-ai
- 石井晶
- 大熊忠義（GAORA専属）
- 工藤一彦

## 実況アナウンサー

### 毎日放送
- 結城哲郎
- 美藤啓文
- 赤木誠
- 森本栄浩
- 馬野雅行
- 仙田和吉
- 近藤亨
- 井上雅雄

### サンテレビジョン
- 谷口英明
- 湯浅明彦
- 濱野圭司
- 桐山隆
- 木内亮
- 小浜英博

### Tigers-ai
- 寺西裕一
- 桐山隆
- 岡本育子
- 土井麻由実
- 三宅生監士

桐山はサンテレビ、Tigers-ai兼任

## 備考
- シーズンオフ（特に年末年始）には、その年の阪神戦中継で特に視聴者の再放映の要望の多かった試合を再放送する特番が行われる。
- 年数試合、「タイガース二軍戦中継」（GAORA・Tigers-ai共同製作）と題し、ウエスタン・リーグの阪神甲子園球場・阪神鳴尾浜球場での阪神主催ホームゲームの中継を送る。この場合実況には城野昭、水谷勝海（以上GAORA専属）、井上雅雄（MBS）も登場する場合もある。
- スコアフォント
  - 1軍の試合はTigers-ai製作のものは画面右下。左側にスコア、右側にボールカウンターとランナーを表示。下部には「Tigers-ai」のロゴが入る。
  - サンテレビジョン・毎日放送製作の試合は各局のフォントを適用する。
  - 2軍戦はTigers-aiの製作であるが、1990年代前半ごろまで多用されていた一般的なスコア表示方式（画面左上にスコア、右下にランナーとボールカウント）を表示する。スカイ・エーとデザインは同じだが、ボールカウンターの下部に「GAORA」のロゴが入っている。ただしアイキャッチのスコア表示には「Tigers-ai」のロゴが入る。